# Bảo tàng Săn bắn và Tự nhiên
Bảo tàng Săn bắn và Tự nhiên (tiếng Ba Lan: Muzeum Przyrodniczo-Łowieckie) là một bảo tàng thiên nhiên tọa lạc tại số 12 Phố Akacjowa, làng Uzarzewo, xã Swarzędz, huyện Poznański, tỉnh Wielkopolskie, Ba Lan. Bảo tàng là một chi nhánh của Bảo tàng Nông nghiệp và Công nghiệp Thực phẩm Quốc gia ở Szreniawa. Phạm vi hoạt động của Bảo tàng là sưu tập và giới thiệu lịch sử săn bắn ở Wielkopolskie.

## Lịch sử
Bảo tàng Săn bắn và Tự nhiên được thành lập vào năm 1977 theo khởi xướng của Hội đồng săn bắn tỉnh ở Poznań. Từ năm 1982, Bảo tàng trở thành một chi nhánh của Bảo tàng Nông nghiệp và Công nghiệp Thực phẩm Quốc gia ở Szreniawa. Trụ sở của Bảo tàng bao gồm một trang viên được xây dựng vào giữa thế kỷ 19, các tòa nhà nông trại khác và một công viên (rộng 6 ha).

## Triển lãm

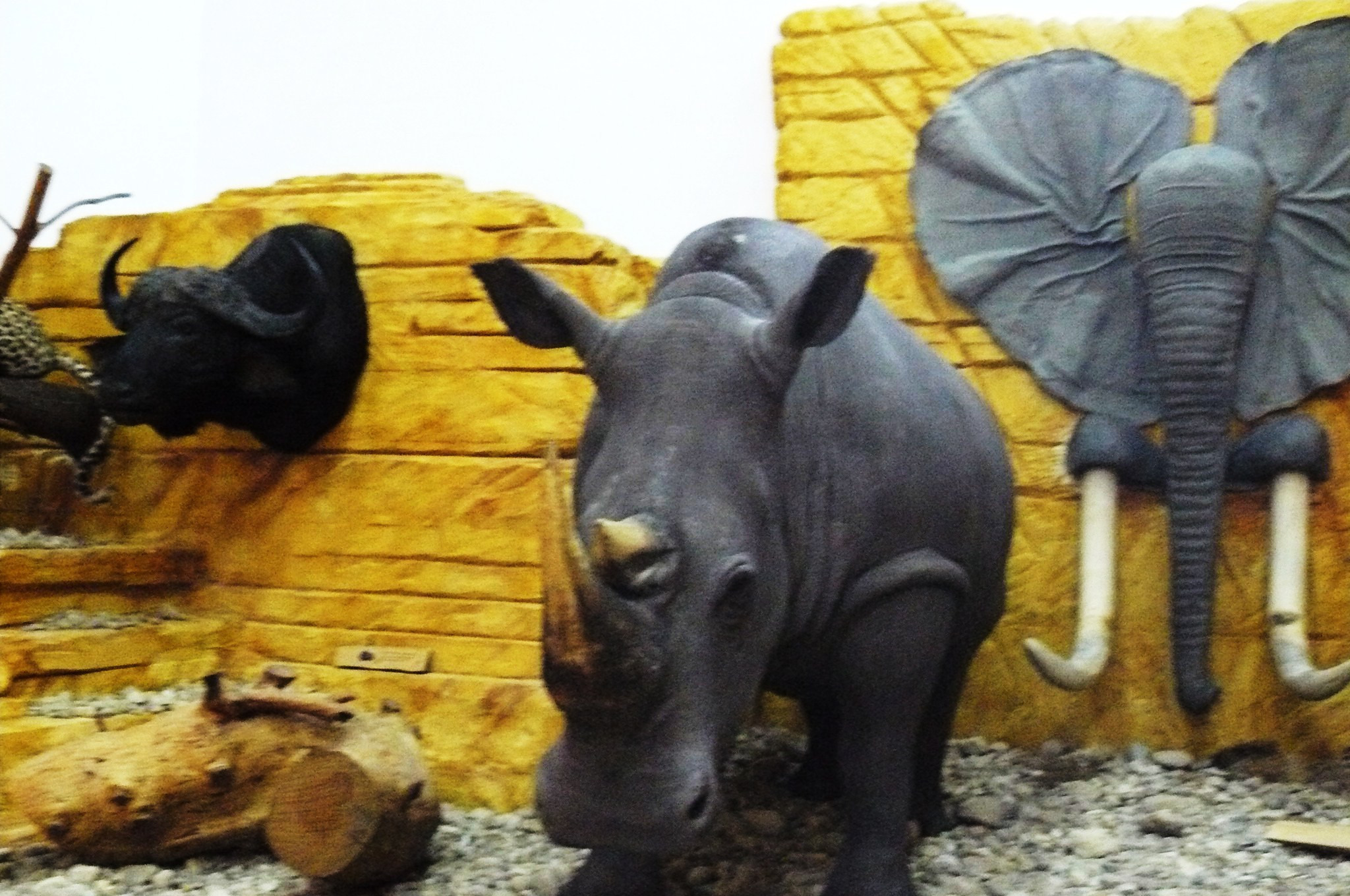
Động vật Châu Phi

Triển lãm tiêu biểu trong bộ sưu tập của Bảo tàng Săn bắn và Tự nhiên là bộ sưu tập của Adam Smorawiński (được tặng cho Bảo tàng và mở rộng vào năm 2010), bao gồm các chiến tích săn bắn và một bộ sưu tập vẹt (78 loài). Ngoài ra, bộ sưu tập của Bảo tàng còn có: vũ khí săn bắn và súng cầm tay, cúp, huy chương, mẫu vật gạc, các bức tranh, tác phẩm điêu khắc về săn bắn, và các thứ khác.